# Apeadeiro de Conceição (Linha do Oeste)

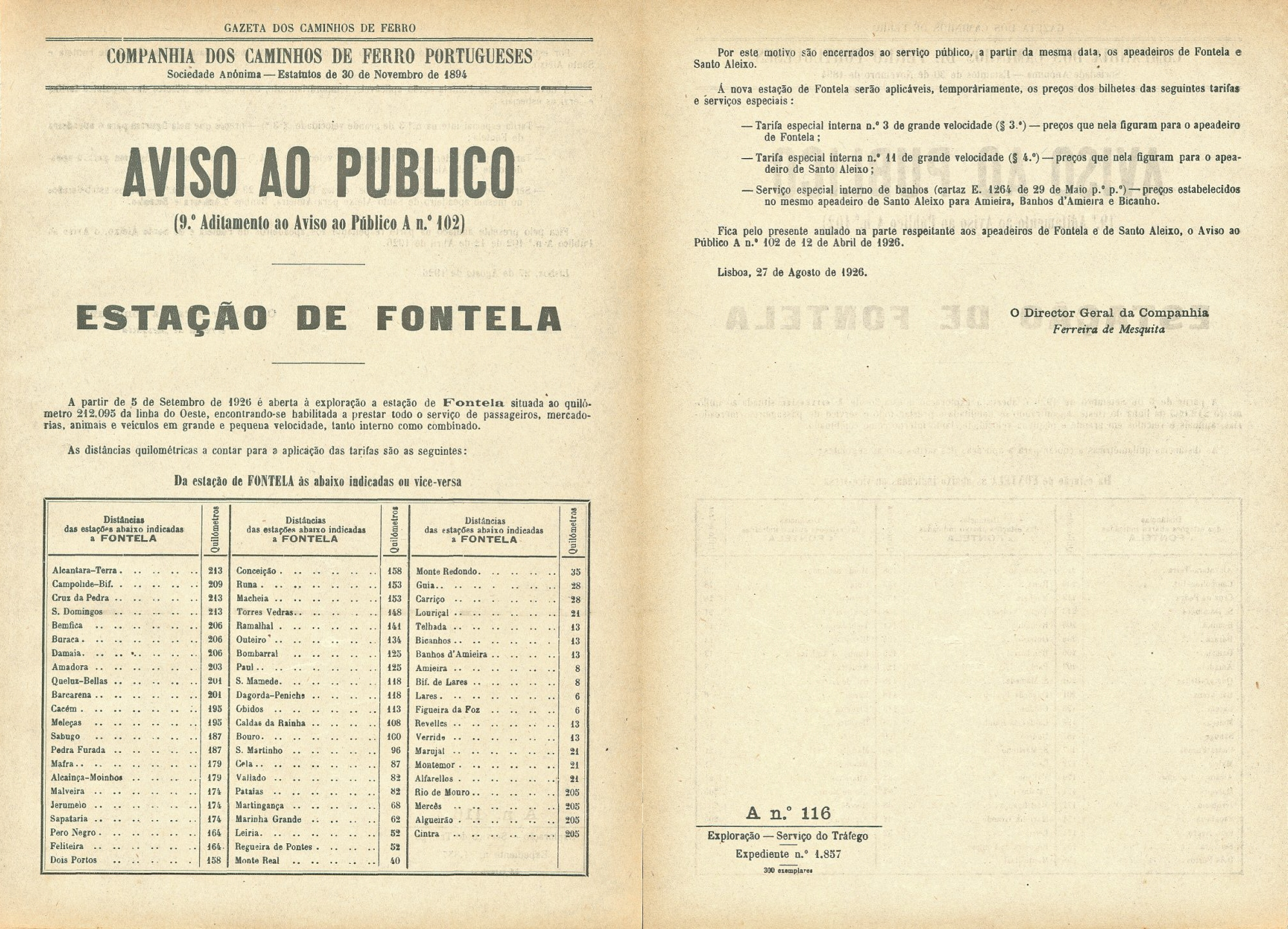
Aviso de 1926, onde se faz referência a Conceição.

O Apeadeiro de Conceição é uma gare ferroviária encerrada na Linha do Oeste, que servia a zona da Capela da Conceição, no concelho de Torres Vedras, em Portugal.

## História
Este apeadeiro desativado faz parte do tramo entre Agualva-Cacém e Torres Vedras da Linha do Oeste, que foi aberto à exploração a 21 de Maio de 1887, pela Companhia Real dos Caminhos de Ferro Portugueses.